# Cladodactyla
Cladodactyla is een geslacht van zeekomkommers uit de familie Cucumariidae.

## Soorten
- Cladodactyla brunspicula Thandar, 2008
- Cladodactyla crocea (Lesson, 1830)
- Cladodactyla monodi Cherbonnier, 1950
- Cladodactyla senegalensis Panning, 1940
- Cladodactyla sicinski (O'Loughlin, 2013)